# Claudio Pistolesi
Claudio Pistolesi (sinh ngày 25 tháng 8 năm 1967 tại Rome) là cựu tay vợt chuyên nghiệp người Ý.
Các xếp hạng trong bộ môn tennis: Xếp hạng đánh đơn ATP cao nhất của Pistolesi là thứ 71 thế giới, ông đã đạt được vào tháng 8 năm 1987. Sự nghiệp của ông ở vị trí cao đánh đôi là tại vị trí thứ 213 thế giói tháng 11 năm 1986.
Tháng 12 năm 2010, ông trở thành huấn luyện viên của Robin Söderling. Ông đã giúp Söderling giành danh hiệu vào đầu năm 2011, Brisbane, Australia. Năm 2012, ông huấn luyện Daniela Hantuchová.
Ông cũng là thành viên của Hội đồng tuyển thủ ATP với tư cách là HLV từ năm 2010, đã được tái đắc cử vào năm 2012 và 2016.